# Uferstraße 29 (Köln)

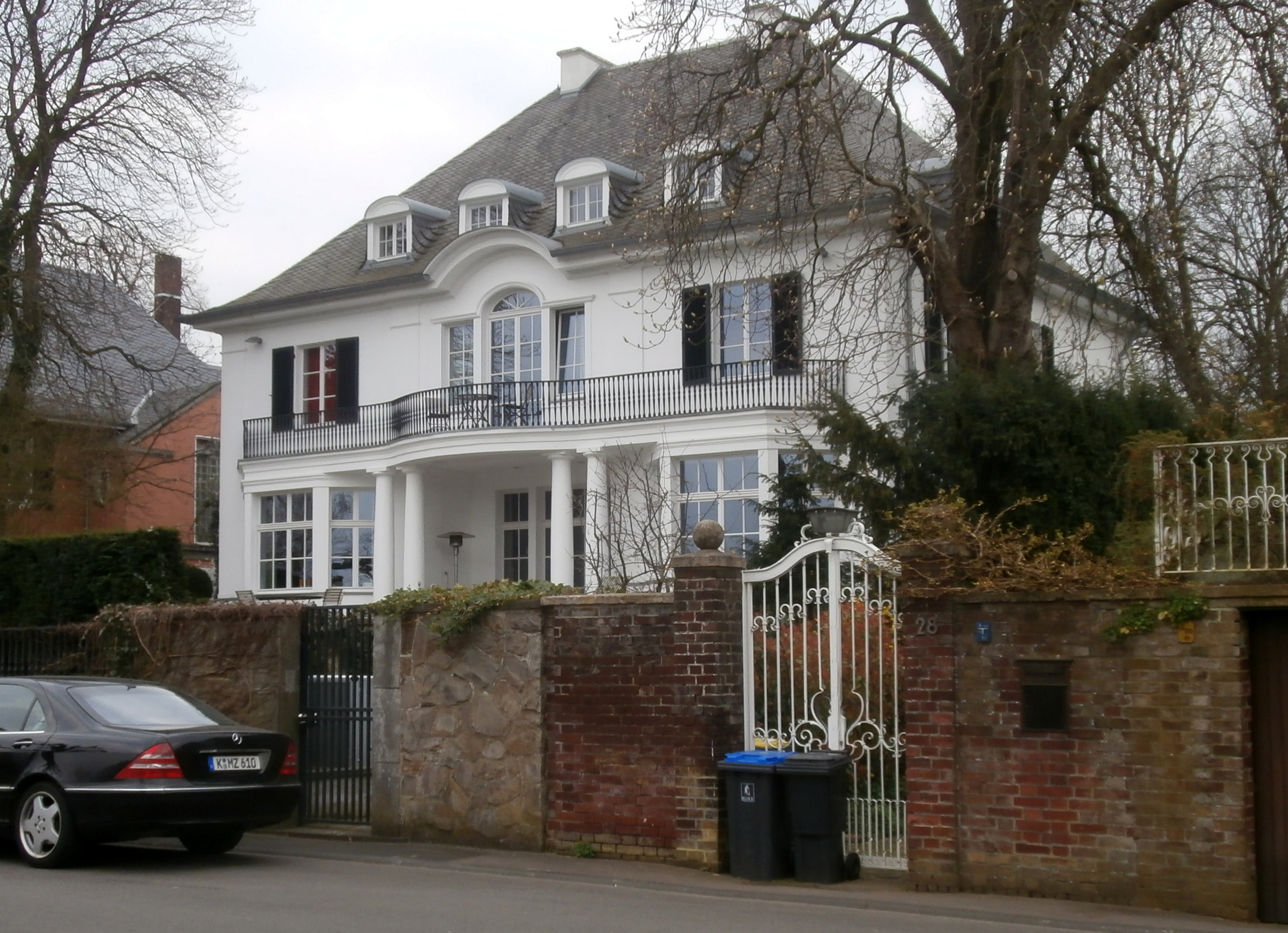
Villa Uferstraße 29 (2014)

Das Gebäude Uferstraße 29 im Kölner Stadtteil Rodenkirchen ist eine Villa, die 1912 errichtet wurde. Sie liegt am Ostrand des Stadtteils direkt am Rheinufer. Die Putzvilla steht als Baudenkmal unter Denkmalschutz.

## Geschichte
Die Villa entstand als Wohnhaus des Unternehmers Wilhelm Joseph Peters (1867–1950), Teilhaber der Bleich- und Appreturanstalt W. J. Peters & Cie. GmbH. Mit Aufnahme diplomatischer Beziehungen zwischen der Bundesrepublik Deutschland und dem Iran wurde die Villa 1952/53 Sitz der neueröffneten iranischen Gesandtschaft (inkl. Konsularabteilung) am Regierungssitz Bonn (→ Iranische Botschaft (Bonn)). Nachdem die Kanzlei der Gesandtschaft bereits bis 1953 ihren Sitz innerhalb von Rodenkirchen an die Hebbelstraße 6 verlegte, blieb die Villa zunächst Residenz der Gesandtschaft (ab Juni 1955 Botschaft) und damit Wohnsitz des iranischen Gesandten bzw. Botschafters. Diese Funktion bekleidete seinerzeit Khalil Esfandiary Bakhtiary, der hier 1955 seine Tochter Soraya Esfandiary Bakhtiary und ihren Mann Mohammad Reza Pahlavi, den Schah von Persien, empfing.
Nach der Aufgabe der Residenz durch den Iran wurde die Villa Sitz des 1955 gegründeten „Deutschen Instituts zur Förderung des Industriellen Führungsnachwuchses (DIF)“, das hier von Ende der 1960er-Jahre, ab 1973 unter dem Namen „Deutsche Vereinigung zur Förderung der Weiterbildung von Führungskräften e.V. (Wuppertaler Kreis)“, bis Anfang der 1980er-Jahre beheimatet war. Die Eintragung der Villa in die Denkmalliste der Stadt Köln erfolgte am 9. Januar 1990.